# Camellia costata
Camellia costata är en tvåhjärtbladig växtart som beskrevs av Hu Hsien-Hsu, Amp; S.Ye Liang och Hung T. Chang. Camellia costata ingår i släktet Camellia och familjen Theaceae. Inga underarter finns listade i Catalogue of Life.